# Selma Hanimsultan
Selma Hanımsultan (turco ottomano: سلمه خانم سلطان, lett. "pace"; Istanbul, 13 aprile 1916 – Parigi, 13 gennaio 1942) è stata una principessa ottomana, figlia di Hatice Sultan e nipote del sultano Murad V, nonché per matrimonio Rani di Kotdwara.

## Origini
Selma Hanımsultan nacque il 13 aprile 1916 a Istanbul, a villa Ortaköy. Sua madre era Hatice Sultan, figlia del sultano ottomano Murad V, e suo padre il suo secondo marito, Rauf Hayreddin Bey, figlio di Hayri Bey e Belkas Hanim. Aveva due fratelli maggiori, Sultanzade Osman Bey (morto infante) e Sultanzade Hayri Bey, e una sorellastra materna maggiore, Ayşe Hanımsultan (morta infante). I suoi genitori divorziarono nel 1918. 
Nel 1924 la dinastia ottomana venne esiliata. 
Selma, sua madre e suo fratello si trasferirono in Libano, a Beirut, detta la "Parigi d'Oriente", dove vissero dei soldi inviati da Rauf, ma quando questi venne imprigionato si ritrovarono nell'indigenza.
Selma riuscì comunque a inserirsi nella buona società di Beirut. 

## Matrimonio

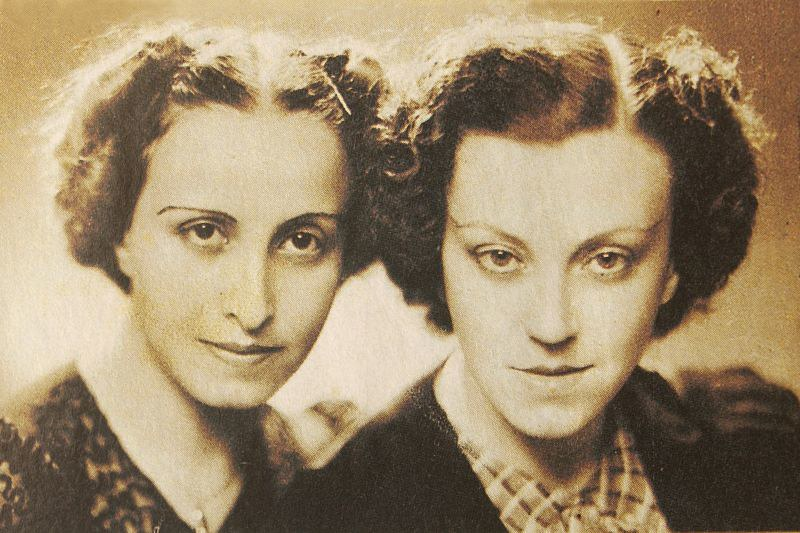
Selma (a destra) con sua madre

Date le loro condizioni economiche, Hatice Sultan ritrovò obbligata a organizzare un buon matrimonio per Selma. 
Nel 1931, due principesse ottomane, Dürrüşehvar Sultan e Nilüfer Hanımsultan, avevano sposato i figli del Nizam di Hyderabad, Mir Osman Ali Khan, considerato l'uomo più ricco del mondo. Sei anni dopo, nel 1937, le due riuscirono a combinare un matrimonio fra Selma e Syed Sajid Husain Ali, Raja di Kotwara. 
Selma andò quindi a vivere in India, dove assunse il titolo di Principessa Selma, Rani di Kotwara e principessa dell'Impero ottomano, ma dopo aver vissuto alla corte ottomana e poi nella moderna e cosmopolita Beirut, Selma non riuscì ad adattarsi alla vita in India, e il matrimonio si rivelò molto infelice.
Nell'estate del 1939, incinta, riuscì a convincere il marito a farla partorire a Parigi, dove si recò sola, accompagnata solo da un eunuco fedele dalla sua infanzia, Zeynel Agha. Qui, in fuga e senza soldi, l'11 novembre partorì la sua unica figlia. Non avvisò nessuno della sua nascita, e il marito in India suppose che il figlio, e forse anche Selma, fossero morti.

## Morte
Allo scoppio della seconda guerra mondiale, Selma, senza soldi né amici, morì il 13 gennaio 1942 di sepsi, in uno squallido albergo di Parigi. Venne sepolta nel cimitero di Bobigny. 
La figlia, orfana a due anni, venne adottata da una famiglia svizzera. 

## Discendenza
Dal suo matrimonio, Selma Hanımsultan ebbe una figlia:
- Kenizé Mourad (n.11 novembre 1939). Adottata da una famiglia svizzera, non è sposata e non ha figli. È giornalista e scrittrice e ha scritto diversi romanzi di successo ispirati alle vicende della sua vita e a quelle della sua famiglia d'origine.

## Cultura popolare
- Selma Hanımsultan è la protagonista del romanzo storico biografico Da parte della Principessa morta, scritto da sua figlia Kenizé Mourad.
- Selma Hanımsultan è un personaggio del romanzo storico di Ayşe Osmanoğlu The Gilded Cage on the Bosphorus (2020).